# Mallocera glauca
Mallocera glauca är en skalbaggsart som beskrevs av Audinet-serville 1833. Mallocera glauca ingår i släktet Mallocera och familjen långhorningar.
Artens utbredningsområde är:
- Guyana.
- Paraguay.
- Surinam.

Inga underarter finns listade i Catalogue of Life.